# 環境選單

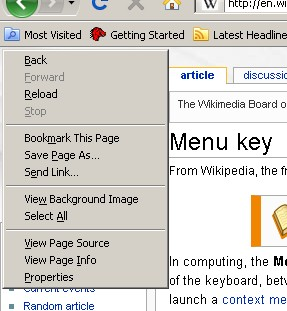
Mozilla Firefox 瀏覽器的右鍵選單

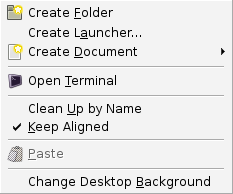
GNOME 版的右鍵選單

環境選單（英文：Context Menu，又稱作右鍵選單、右鍵菜單、快捷選單、快捷菜單、快顯功能表、彈出式選單）是圖形使用者介面的一種選單。會透過使用者的互動動作，例如右擊鼠標而出現。選單可以提供使用者一些適合被選物件的狀況的互動選項或文字。從電腦編程的角度來看，右鍵選單是一種控制項。

## 歷史
1970世紀中，環境選單初次出現在Xerox Alto的Smalltalk電腦環境上。當時環境選單被稱作「彈出式選單」（Pop-up menus），並由Dan Ingalls發明應用。
1990年，Microsoft Office 3.0版本時同樣添加的環境選單來實現複製與貼上的功能。寶藍公司於1991年在於亞利桑那鳳凰城的第二次Paradox發布會上示範了環境選單的延伸用途。同年OS/2的Lotus 1-2-3/G電子試算表系統版本1.0，同樣增加了選單的格式化選項。1992年，寶藍給Windows 1.0版系統的Quattro Pro 介紹了現在普遍的環境選單。

## 執行功能
環境選單會透過使用者對著可以支援選單的界面互動而開啟。具體的開啟與互動方式在不同系統上有不同方法：
- 執行 Microsoft Windows、macOS、u.或在X Window System執行的Unix的電腦，點擊滑鼠次要選擇模式（通常是右鍵）時會在鼠標下開啟環境選單。
- 支援單一按鈕滑鼠的系統通常會把環境選單開啟方式設為按住主要案件一段時間。或者使用按鍵與滑鼠的組合來開啟環境選單。（例如在Classic Mac OS或macOS下Ctrl鍵加上滑鼠點擊 ).。macOS 通用存取模式下，鍵盤同樣也可以當作滑鼠的替代點擊工具。根據不同的電腦或者擴展鍵盤，開啟選單的通用鍵為 Function+Ctrl+5 或者Ctrl+5（數字鍵盤） 或Function+Ctrl+i （筆電）。
- 支援多點觸控的界面（例如MacBook或Surface）開啟環境選單時可以使用長按或著兩指點按的方式開啟。

Windows系統的環境選單在滑鼠被持續按住時不會開啟；必須要放開滑鼠按紐時才會執行動作，所以使用者在使用環境選單時必須再次點擊所要選單互動方式。這種點擊行為可能在不同的系統中而產生區別。
- Microsoft Windows中，按下選單鍵或者 Shift+F10 可以同樣在鼠標選擇區域開啟環境選單。

環境選單有時會依照互動選項的功能進行分級調整，使其成為一個類似於分類功能的結構。同時可執行的功能也可能不一：Microsoft Word是其中一個只顯示子項的環境選單。這使得使用者可以快速重複母項的參數設置，去更好的提升效率。

### X Window Managers
下列的視窗管理員提供有功能的環境選單：
- 9wm（英语：9wm）
- IceWM：在桌面、選單欄、標題欄或者標題圖示中鍵或右鍵。
- Olwm
- Openbox
- Sawfish

## 使用性
環境選單曾在使用性上因為不當使用而飽受批評，部分應用程式可能設定只有環境選單才可以使用的功能，可能會使有經驗的使用者感到困惑（特別是有些選單只能在特別用戶端才能啟用）。
環境選單通常在鼠標下會開啟一個固定的視窗，但當屬標靠近邊緣時選單通常會被誤置，造成肌肉記憶在一致性上出現阻礙。如果環境選單是被鍵盤給觸發的話，如 Shift + F10，環境選單則會出現在所選擇的互動視窗附近，而不是鼠標下方。

## 名稱
Microsoft 的指南通用將環境選單稱為「Context Menu」，且明確的不使用「Shortcut Menu」稱呼。